# Carl Milletaire
Carl Milletaire est un acteur américain né le 21 juin 1912 à New York, New York (États-Unis), mort le 4 mai 1994 à New York (États-Unis).

## Filmographie
- 1947 : Le Carrefour de la mort (Kiss of Death) d'Henry Hathaway : Customer
- 1947 : Othello (A Double Life) : Customer
- 1948 : La Cité sans voiles (The Naked City) : Young man
- 1950 : La Main noire (Black Hand) : George Allani aka Tomasino
- 1950 : Chasse aux espions (Spy Hunt) : Ticket Clerk
- 1950 : The Skipper Surprised His Wife : Ostrowski
- 1950 : 711 Ocean Drive : Joe Gish
- 1950 : La Dame sans passeport (A Lady Without Passport) : José
- 1950 : The Killer That Stalked New York d'Earl McEvoy
- 1951 : Sirocco de Curtis Bernhardt
- 1951 : Le Grand Caruso (The Great Caruso) : Gino
- 1951 : Father Takes the Air : Bennett
- 1951 : Proprement scandaleux (Strictly Dishonorable) : Tony, the Waiter
- 1952 : Chantons sous la pluie (Singin' in the Rain) : Villain
- 1952 : Un garçon entreprenant (Young Man with Ideas) de Mitchell Leisen : Tux Cullery
- 1952 : Bal Tabarin : Little Augie
- 1952 : Le Miracle de Fatima (The Miracle of Our Lady of Fatima) de John Brahm : Magistrat
- 1953 : Siren of Bagdad (en) : Hamid
- 1953 : Amour, Délices et Golf (The Caddy) : Tom
- 1953 : Hot News (en) : 'Dutch' Gordon
- 1954 : Le Fantôme de la rue Morgue (Phantom of the Rue Morgue) de Roy Del Ruth : Artist
- 1954 : Un grain de folie (Knock on Wood) : First Trenchcoat Man
- 1954 : Les Aventures de Hadji (The Adventures of Hajji Baba) : Captain
- 1955 : New York confidentiel : Sumak
- 1955 : Le Cavalier au masque (The Purple Mask) de H. Bruce Humberstone : Edouard
- 1955 : The Fighting Chance
- 1956 : The Wild Party : Customer
- 1957 : The Shadow on the Window (en) : Sgt. Nordli
- 1957 : Hit and Run (en) d'Hugo Haas : Lawyer
- 1957 : Le Rock du bagne (Jailhouse Rock) : Mr. Drummond
- 1959 : Dans la souricière (The Trap) : Joey
- 1959 : La Mort aux trousses (North by Northwest) d'Alfred Hitchcock : Hotel Clerk
- 1959 : Inside the Mafia (en) : Dave Alto
- 1960 : The Music Box Kid (en) : Pat Lamont
- 1962 : Dangerous Charter